# جان دیکن
جان ریچارد دیکن (به انگلیسی: John Deacon) (زادهٔ ۱۹ اوت ۱۹۵۱) موسیقی‌دان بازنشسته بریتانیایی است که او را پیشتر به عنوان بیسیست گروه راک کوئین می‌شناسند. از چهار عضو کوئین، وی آخرین و جوانترین عضوی بود که به گروه پیوست (زمانی که به گروه پیوست ۱۹ ساله بود).
دیکن تعدادی از ترانه‌های هیت گروه را خودش نوشته‌است که از جمله آن‌ها می‌توان به You're My Best Friend و Spread Your Wings و Back Chat و I Want To Break Free اشاره کرد. همچنین پرفروشترین اثر گروه در ایالات متحده که Another One Bites The Dust نام داشت که یکی از ترانه‌های آلبوم بوده‌است. او همچنین در چندین آلبوم وظیفهٔ نوازندگی گیتار الکتریک و آکوستیک و در موارد کمی کیبورد، سینث‌سایزر و درام را بر عهده داشته‌است. او همچنین در برخی موارد در اجراهای زنده و همچنین در بعضی از ترانه‌های آلبوم The Miracle و Innuendo نقش همخوان را ایفا کرده‌است.
به دنبال کنسرت بزرگداشت فردی مرکوری در سال ۱۹۹۲، او به همراه سایر اعضای باقی‌مانده کوئین به اجرا پرداختند (این آخرین اجرای جان دیکن بود، به غیر از اجرای سال ۱۹۹۷ کوئین به همراه التون جان). او همچنین در آخرین آهنگ گروه کوئین با نام No-One but You که در آن سال در قالب آلبوم پایانی Queen Rocks منتشر شده بود همکاری کرد، پس از آنکه به صورت رسمی از دنیای موسیقی خداحافظی کند.
پس از آن جان دیکن در پروژه کوئین + جان راجرز، برنامه کوئین در تالار مشاهیر راک اند رول سال ۲۰۰۱ یا اجرای کوئین در مراسم اختتامیه بازی‌های المپیک تابستانی ۲۰۱۲ شرکت نکرد.